# Fumiko Enchi
Fumiko Enchi (円地 文子?, Enchi Fumiko; Tokyo, 2 ottobre 1905 – Tokyo, 14 novembre 1986) è stata una scrittrice giapponese del periodo Shōwa, famosa per aver esplorato nelle sue opere la psicologia femminile e la sessualità.
Attraverso la sua scrittura ha descritto quella che per secoli è stata la condizione della donna nella società giapponese, costretta da una morale rigida e ottusa a reprimere le proprie aspirazioni e i propri desideri. I suoi romanzi invitano le donne a prendere coscienza di se stesse e a lottare per conquistare dignità e indipendenza.

## Biografia
Enchi nasce ad Asakusa, un quartiere del centro di Tokyo, da una famiglia d'intellettuali: il padre, Ueda Kazutoshi (1867-1937), era un noto studioso di letteratura e filologia, nonché professore all'Università Imperiale di Tokyo. Di condizioni cagionevoli fin da bambina, Enchi non era in grado di frequentare le lezioni regolarmente, così il padre decise di affidarla ad insegnanti privati di letteratura inglese, francese e cinese. Venne fortemente influenzata dalla nonna paterna che le trasmise l'amore per il teatro e le fece conoscere i classici giapponesi come il Genji Monogatari e i romanzi popolari del periodo Edo. Già all'età di tredici anni, la sua lista di letture includeva i lavori di Oscar Wilde, Edgar Allan Poe, Kyōka Izumi, Nagai Kafū, E. T. A. Hofmann e Jun'ichirō Tanizaki, ognuno dei quali ha influenzato in diversi modi lo stile delle sue opere.
Dal 1918 al 1922 frequentò la scuola media dell'Università femminile giapponese, ma fu costretta a lasciare gli studi a causa della sua salute. Nel frattempo il suo interesse per il teatro venne incoraggiato dal padre. Partecipò ad una conferenza di Kaoru Osanai, il fondatore del teatro giapponese moderno, da cui prese ispirazione per i suoi lavori, incentrati sui movimenti rivoluzionari e sui conflitti intellettuali.
La sua carriera letteraria iniziò nel 1926 con l'atto teatrale Patria (ふるさと, Furusato), pubblicato nel giornale letterario Kabuki. L'opera venne ben vista dalla critica, che notò le simpatie di Enchi per il movimento della letteratura proletaria. Scrisse poi un'opera intitolata Una irrequieta notte di tarda primavera ( 晩春騒夜, Banshun sōya), che venne pubblicata nella rivista Nyonin Geijutsu nel settembre 1928 e messa in scena al piccolo teatro Tsukiji a dicembre dello stesso anno. In quest′opera, la prima ad essere portata in scena, due artiste si confrontano sulle loro differenti prospettive riguardo all′arte e alla politica.
Nel 1930 sposò Yoshimatsu Enchi, un giornalista del Tokyo Nichi Nichi Shimbun, con il quale avrà poi una figlia. In questo periodo inizia a scrivere romanzi, allontanandosi dall'ambiente teatrale. A partire dal 1939 il Tokyo Nichi Nichi Shimbun inizia a pubblicare una serie di stralci della sua traduzione in giapponese moderno del Genji Monogatari. Le sue prime opere Le parole come il vento (Kaze no gotoki kotoba, 1939), Il tesoro del cielo e del mare (Ten no sachi, umi no sachi, 1940), e Primavera e Autunno (Shunju, 1943), non conobbero un successo a livello commerciale. In questo periodo le venne diagnosticato un cancro all′utero e dovette sottoporsi a una mastectomia nel 1938.
Nel 1945, sul finire della Guerra del Pacifico, la sua casa e tutti i suoi beni bruciarono durante uno dei raid aerei su Tokyo, e un anno dopo venne sottoposta ad una isterectomia. Fino al 1951, a seguito dell'operazione, smise di scrivere.
Nel 1953 il suo romanzo Giorni della fame (ひもじい月日 Himojii Tsukihi) ricevette giudizi positivi da parte della critica. L'opera è un violento e straziante racconto di disgrazie familiari e privazione fisica ed emotiva, basato in parte sulle esperienze di guerra da lei personalmente vissute. Nel 1954 raggiunge il successo vincendo il Joryūbungakushashō (Premio per la letteratura femminile).
Nel 1969, tre dei suoi lavori, Shu wo ubau mono (朱を奪うもの), Kizu aru tsubasa (傷ある翼) e Niji to shura (虹と修羅) furono selezionati per il Premio Tanizaki.
Nel 1979, Enchi viene eletta Persona di merito culturale (文化功労者 bunka kōrōsha) e nel 1985 le viene conferito l′Ordine al merito della cultura (文化勲章 Bunka kunshō) dal governo giapponese. Poco prima della sua morte viene scelta a far parte dell′Accademia delle arti giapponesi (日本芸術院 Nihon Geijutsu-in).
Muore il 12 novembre del 1986 per un attacco di cuore, mentre si trovava ad un evento di famiglia nella sua casa a Yanaka, un quartiere di Tokyo.

## Opere e temi

### Onnazaka
Un romanzo che viene molto apprezzato dalla critica è Onnazaka-Il sentiero nell′ombra (女坂 Onnazaka, 1949-1957), che vince il Premio letterario Noma.
Onnazaka è la strada di accesso secondaria al santuario shintō, tradizionalmente riservata alle donne. È un percorso un po' nascosto, un sentiero, appunto, "nell′ombra". In Enchi questa immagine diventa metafora della condizione della donna nella famiglia tradizionale: la storia è incentrata su Tomo, una donna nata sul finire del periodo Edo, costretta ad accettare il ruolo di sottomissione assegnatole dalla società patriarcale. Moglie di un funzionario del governo, è obbligata non solo a subire i tradimenti del marito, ma anche ad accogliere nella propria casa le sue concubine. Tomo cova nel profondo del cuore un rancore che all′avvicinarsi della morte sfoga in un grido di rabbia. Onnazaka nasce dall′amore dell′autrice per la nonna e intende dare voce al dolore di tutte le donne Meiji. In quest'opera viene introdotto il tema del sacrificio di una donna intrappolata in un matrimonio infelice che diventerà un leit-motiv nella sua produzione.

### Maschere di donna
In Maschere di donna (女面 Onna men, 1958) la protagonista Toganō Mieko, una donna dalla forte personalità che esercita un potere misterioso su quanti le vivono accanto, rimanda alla figura di Rokujo del Genji Monogatari. Dopo la morte del figlio in un incidente sul monte Fuji, Mieko cerca di manipolare la nuora, Yasuko, e instaura con lei un rapporto ambiguo, a tratti anche morboso. L′opera si focalizza sui temi, fra loro connessi, dell′amore, dell′odio, del tradimento, della vendetta, del sacrificio. Una citazione del libro recita: "L'amore di una donna è pronto a trasformarsi in passione per vendetta - un'ossessione che diventa un fiume infinito di sangue, che scorre di generazione in generazione"

### Namamiko. L'inganno delle sciamane
Il tema sciamanico appare più volte all′interno dei suoi lavori degli anni '60. Enchi contrasta il concetto tradizionale di sottomissione femminile nel buddhismo utilizzando il ruolo della sciamana dello Scintoismo, la religione giapponese indigena. Usa la figura della sciamana sia come strumento di vendetta contro l'universo maschile, sia come simbolo di emancipazione femminile. In questi anni compone la terza opera influenzata dal Genji Monogatari, Le false sciamane (Nama miko monogatari, 1965), ambientata nel periodo Heian. Uno dei punti di maggiore interesse dell′opera è il modo in cui viene presentata la figura di Michinaga, ritratto come uomo cinico e senza scrupoli, in contrasto con l'immagine di raffinato ed elegante gentiluomo tramandataci dalla letteratura classica. Grazie a questo romanzo, Enchi vince nuovamente nel 1966 il Joryūbungakushō (Premio per la letteratura femminile).

### I colori della nebbia
Un altro tema dei lavori di Enchi è l′erotismo nelle donne di età più avanzata, che viene visto dalla scrittrice come simbolo di disuguaglianza biologica tra donne e uomini. In I colori della nebbia (Saimu, 1976), una donna che sta invecchiando è ossessionata dalla fantasia in cui lei può ringiovanire attraverso rapporti sessuali con giovani uomini.
Le opere di Enchi combinano elementi di realismo con fantasie erotiche creando uno stile nuovo.

## Opere

### Romanzi
- Kaze no gotoki kotoba (Le parole come il vento, 1939).
- Ten no sachi, umi no sachi (Il tesoro del cielo e del mare, 1940).
- Shunju (Primavera e autunno, 1943).
- Onnazaka (Il sentiero nell’ombra, 1949-1957), Giunti, Firenze, 1987; Safarà Editore, Pordenone, 2018.
- Onnamen (Maschere di donna, 1958), Marsilio, Venezia, 1999.
- Nama miko monogatari (Le false sciamane, 1965), Safarà Editore, Pordenone, 2019 (con il titolo: Namamiko. L’inganno delle sciamane).
- Saimu (I colori della nebbia, 1976).

### Opere Teatrali
- Furusato (Patria, 1926).

- Banshu sōya (Una irrequieta notte di tarda primavera, 1928).

### Traduzioni
- Enchi Genji, una traduzione in giapponese moderno del Genji Monogatari.